# Yehuda Ashlag
Yehuda Ashlag (in ebraico רַבּי יְהוּדָה לֵיבּ הַלֵּוִי אַשְׁלַג‎?, Rabbi Yehuda Leib Ha-Levi Ashlag) (Varsavia, 24 settembre 1884 – Gerusalemme, 7 ottobre 1954) è stato un rabbino polacco.
Noto anche con il soprannome di Baal ha-Sullam, בַּעַל הַסֻלָּם ("l'autore della Scala") per il titolo del suo commento al libro dello Zohar, fu un autorevole esponente dell'ebraismo ortodosso e studioso della mistica ebraica.

## Biografia
Nato a Varsavia, capitale del cosiddetto Regno del Congresso, Stato fantoccio afferente all'Impero russo, in una famiglia di studiosi legati alle dinastie chassidiche di Porisov e di Belz. Rabbi Ashlag visse a Gerusalemme dal 1922 fino alla sua morte, avvenuta  nel 1954, ed è considerato da molti un grande cabbalista. Oltre al suo commento allo Zohar, noto con il titolo di Sullam, l'altro suo lavoro principale, il Talmud Eser Sefirot è un importante testo di studio per molti studenti di Kabbalah. Nel 1922 si trasferì in Israele dove visse fino alla sua morte.
Dedicò la sua vita alle interpretazioni ed alle innovazioni nella Saggezza della Kabbalah, diffondendola in Israele e nel mondo intero, sviluppando un metodo per lo studio della Kabbalah, sostenendo che per mezzo di esso chiunque avrebbe potuto scavare nella profondità della realtà e rivelare le sue radici e lo scopo della sua esistenza.

## In Polonia
Ashlag iniziò lo studio della Kabbalah probabilmente all'età di sette anni, nascondendo le pagine del libro Etz Chaim (L'Albero della Vita) di Isaac Luria (conosciuto anche come l'Ari) nel trattato Talmudico che egli si proponeva di studiare. All'età di dodici anni, studiava il Talmud in maniera indipendente. Verso i diciannove anni, per i rabbini di Varsavia la conoscenza della Torah di Ashlag era abbastanza profonda da conferirgli il titolo di rabbino. Durante questo periodo, lavorò come dayan (giudice nella corte dei rabbini) di Varsavia e fece pratica come insegnante per preparare i giudici delle corti Ebraiche. Mentre era a Varsavia Ashlag studiò anche il tedesco, e lesse i testi originali di Hegel, Marx, Nietzsche e Schopenhauer.
Mentre era ancora in Polonia, incontrò uno sconosciuto mercante di Varsavia, che si presentò ad Ashlag come un Kabbalista. Ashlag studiò con questo particolare insegnante ogni notte per tre mesi “...fino a che la mia arroganza ci separò” e l'insegnante sparì. Pochi mesi dopo, Ashlag incontrò di nuovo l'insegnante e dopo averlo supplicato, lo convinse a rivelargli un importante segreto Kabbalistico. L'insegnante morì il giorno seguente. Ashlag reinterpretò sistematicamente la Kabbalah. Oggi, molti seguaci degli insegnamenti di Ashlag cercano di divulgare la Kabbalah alle masse.

## In Israele
Nel 1921, all'età di 36 anni, Ashlag prese la decisione di trasferirsi nella Terra di Israele; un viaggio che gli portò via diversi mesi. Egli trascorse i primi anni vivendo nell'anonimato, sostenendo di giorno la propria famiglia con un lavoro manuale e scrivendo i suoi commenti di notte. Col tempo si distinse per il suo lavoro, e nel 1924 fu nominato Rabbino di Givat Shaul a Gerusalemme.
Ahlag era amico del Kabbalista e Rabbino Capo del Mandato Britannico della Palestina, Rabbi Abraham Kook, che riconobbe Ashlag come un grande discepolo di Isaac Luria. Ashlag aveva grandi speranze di incontrare a Gerusalemme grandi Kabbalisti inclusi i seguaci Sefarditi del grande Kabbalista Yemenita Ebraico del XVIII secolo Sar Shalom Sharabi. Egli però, fu profondamente insoddisfatto dell'incontro con loro. Le loro opinioni sulla Kabbalah erano opposte all'esperienza di Ashlag che riteneva l'insegnamento il mezzo per una profonda trasformazione personale ed un'illuminazione spirituale nel diventare un vaso di luce divina.
Nel 1926 Ashlag si trasferì a Londra, e fu lì che scrisse il suo commento al libro Etz Chaim (L'Albero della Vita) di Isaac Luria. Quest'opera si intitola Panim Meirot Umasbirot. Il Baal Hasulam ci mise un anno e mezzo per completarla. Venne pubblicata nel 1927, e nel 1928 Ashlag ritornò nel Mandato Britannico della Palestina.
Nel 1932 Ashlag e la sua famiglia si trasferirono a Jaffa. Durante questo periodo, Ashlag incominciò anche uno dei suoi principali lavori, Talmud Eser Sefirot, un commento di tutti gli scritti di Isaac Luria. Durante questa impresa, egli sviluppò una spiegazione esauriente della sequenza della creazione di tutti i mondi superiori (Olamot Elyonim), a partire dalla sorgente di emanazione (Ma'atzil) e terminando con il nostro mondo (Olam HaZeh). L'opera è divisa in sei volumi, contenenti sedici parti e oltre duemila pagine. Alcuni, oggi, la considerano come il nucleo dell'intero insegnamento della Kabbalah.
Nel 1930 Ashlag, ormai cinquantenne, radunò attorno a sé un gruppo di discepoli che studiavano Kabbalah ogni notte, da poco dopo la mezzanotte fino all'alba. In questo periodo, compose anche molti articoli e lettere che promuovevano apertamente lo "studio della Kabbalah alle masse". Ashlag attraversò grandi distanze per divulgare il materiale Kabbalistico, da un capo all'altro della nazione israeliana, in ambienti adatti a divulgare la conoscenza che aveva acquisito. Iniziò la pubblicazione di un notiziario Kabbalistico indipendente, “HaUma” (“La Nazione”), di cui è rimasta solo un'edizione. I contenuti di questa pubblicazione offrono le intensità analitiche di Ashlag nell'usare la conoscenza che raggiunse nella Kabbalah, per illuminare le cause dei problemi politici e sociali nell'egoismo umano, dando ragioni sul perché il comunismo era destinato a fallire, e offrendo soluzioni per correggere la caratteristica dell'egoismo umano attraverso il suo metodo di insegnamento della Kabbalah.
Ashlag differisce fondamentalmente da tutti i Kabbalisti del passato che studiarono ed insegnarono la Kabbalah in modo nascosto, in quanto egli sentì un grande bisogno di rivelare e chiarire l'insegnamento della Kabbalah alle masse. La ragione di questo fu che egli vide che l'inclinazione al male (egoismo umano) nelle persone, sarebbe salita fino ad una nuova altezza in quest'epoca dell'umanità, causando un periodo del tutto nuovo di sofferenza interiore percepita come un'esistenza confusa e priva di ogni significato.
Nel 1943 Ashlag si trasferì a Tel Aviv  e lì cominciò a lavorare al suo libro HaSulam (La Scala), una collezione di commenti a Lo Zohar. Durante questo periodo, egli scrisse per diciotto ore al giorno e a causa della mancanza di soldi non poté permettersi una quantità di carta e di inchiostro sufficienti a scrivere spiegazioni più precise. Egli spiegò in seguito che se fosse stato nelle sue possibilità, avrebbe scritto un commento completo dello Zohar in duecento volumi, ma non gli fu possibile iniziare il lavoro solo a causa della mancanza di mezzi.
Egli completò questo lavoro nel 1953, e più tardi  aggiunse altri tre volumi. In onore al completamento dell'intera opera, i suoi studenti organizzarono una gran festa a Meron, in cui Ashlag tenne un discorso che oggi viene stampato con il titolo di “Maamar LeSiyum HaZohar” (“Un Articolo per il Completamento de Lo Zohar” conosciuto anche come “Discorso durante la Celebrazione della Conclusione de Lo Zohar”). Yehuda Ashlag morì nel giorno di Yom Kippur del 1954.

## Libri

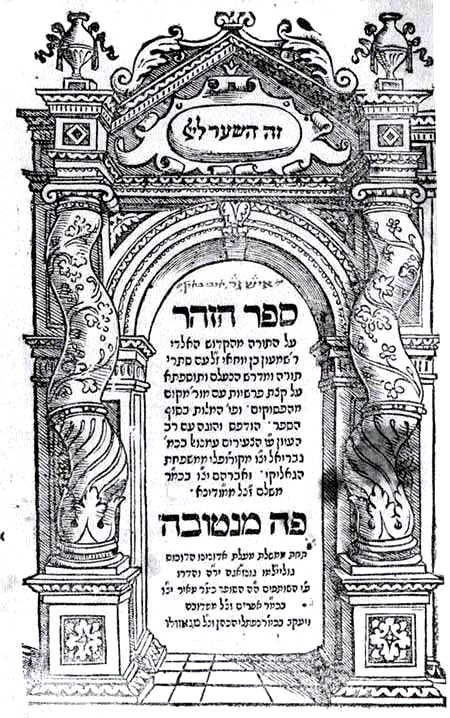
1ª Ediz. del Libro dello Zohar

Ashlag scrisse e pubblicò due opere principali. La prima, Talmud Eser Sefirot è la riedizione completa con un commento alle opere del cabalista del XVI secolo Rabbi Isaac Luria. Si tratta di un'esauriente interpretazione del sistema dei mondi superiori, Partzufim e Sefirot, fatta nel linguaggio scientifico della Kabbalah sviluppato da Luria.
Come nucleo del testo cabalistico, è unica soprattutto per la sua estrema precisione nel descrivere minuziosamente l'organizzazione strutturale ed i processi che avvengono nei mondi superiori. Essa si presenta come un esauriente libro di testo, ricco di commenti, di una sezione in ogni capitolo dedicata ad un'ulteriore riflessione sui commenti, definizioni dei termini, tabelle di domande e risposte, un'introduzione chiarificante su come studiare la Kabbalah in modo giusto ed anche una prefazione sommaria del testo intero.
L'altro suo capolavoro fu il suo Sulam il commento al libro de Lo Zohar, che gli fece guadagnare il nome “Baal HaSulam”. Egli impiegò dieci anni per completare quest'opera monumentale, scritta negli anni che vanno dal 1943 al 1953. Essa contiene sia una traduzione de Lo Zohar dall'aramaico all'ebraico, che una sua vasta interpretazione.
Un'altra pubblicazione è il quaderno di Baruch Ashlag, figlio e discepolo di Yehuda Ashlag. Il suo quaderno, intitolato Shamati (Io ho Udito), contiene più di duecento articoli  che vennero trascritti da lezioni e discorsi di Yehuda Ashlag. Baruch Ashlag tenne questo quaderno con lui in segreto, fino a quando fu sul suo letto di morte nel 1991. Venne pubblicato più tardi in ebraico  e fu tradotto in diverse lingue. Gli articoli che si trovano nello Shamati formano un'opera Kabbalistica unica per la loro profondità emozionale nel cogliere i processi che un Kabbalista attraversa sulla strada del raggiungimento spirituale.

## Insegnamenti
Il commento di Ashlag offriva un'interpretazione sistematica dell'eredità di Isaac Luria. Questo fu il primo dal XVIII secolo da quando il Baal Shem Tov, Moshe Chaim Luzzatto (Ramchal), il Gaon di Vilna e Sar Shalom Sharabi (il Rashash) offrirono la loro interpretazione agli insegnamenti di Luria. Il sistema di Ashlag si concentrava sulla trasformazione delle coscienze umane da uno stato di "desiderio di ricevere" ad un "desiderio di dare". Questa via di trasformazione viene descritta nella Kabbalah di Luria. Ashlag affermava che lo scopo dello studio della Kabbalah era lo stesso del perché gli esseri umani furono creati, e che attraverso tale studio, una persona diviene capace di rivelare la totalità dei processi e delle strutture che hanno avuto luogo nella creazione dell'universo.
“Equivalenza della forma” con questa fonte, significa avere i suoi stessi attributi o qualità, e Ashlag definisce le caratteristiche di questa sorgente come un essere altruistico, vale a dire il desiderio di donare, o nelle parole di Ashlag il “desiderio di dare” (Ratzon LeHashpia). 
Attraverso lo studio intenso della Kabbalah, il desiderio di una persona di dare agli altri si sviluppa in relazione a questo traguardo. Ashlag credeva che l'arrivo del Messiah volesse dire che gli umani avrebbero raggiunto questa qualità, che li avrebbe portati a rinunciare al loro egoismo e a consacrare se stessi ad amarsi l'un l'altro per il piacere dello scopo della vita, come afferma il comandamento ama il prossimo tuo come te stesso.   
Ashlag aveva opinioni politiche molto forti, credeva ad una versione religiosa del comunismo fautore delle libertà civili, basato sui principi della Kabbalah, che egli chiamò "comunismo altruista". Nonostante le sue idee anti-capitaliste ed anti imperialiste mostrino un'influenza marxista, egli si oppose fortemente all'istituzione del comunismo. Egli sostenne il movimento Kibbutz e tenne un discorso per fondare una rete di comuni internazionali autonomi, che col tempo avrebbero “...annullato completamente la forza brutale del regime, affinché ogni uomo facesse quello che i suoi stessi occhi ritenevano giusto fare...”, perché “...per una persona non c'è niente di più umiliante e degradante che sottostare alla forza brutale di un governo...”. Comunque, molti dei seguaci contemporanei della Kabbalah di Ashlag, sembrano ignorare radicalmente gli insegnamenti del loro rabbino.

## Opere
Yehuda Ashlag ha scritto è pubblicato moltissime opere, alcune delle quali sono state tradotte in lingua italiana:
- È Tempo di Agire. ...Da tempo ormai la coscienza mi incita con insistenza a uscire allo scoperto e a compilare uno scritto fondamentale sull'essenza dell'Ebraismo, della religione e della Cabalà, per diffonderlo poi attraverso la nazione così che la gente possa conoscere la verità di queste nobili materie...
- L'Essenza della Religione ed il suo scopo ...In questo articolo vorrei rispondere a tre domande fondamentali: 1. Qual è l'essenza della religione? 2. Lo scopo della religione viene raggiunto in questo mondo o in quello a venire? 3. Lo scopo della religione avvantaggia il Creatore o le creature?  - Chi prenda in considerazione queste tre domande forse a prima vista ne resterà sorpreso, perché chi non sa che cosa sia la religione e quali sono le ricompense o le punizioni che ci aspettano nel mondo a venire? E non c'è bisogno di dire che tutti sanno benissimo che la religione avvantaggia le creature, che cioè esiste per il loro benessere e la loro felicità... e che altro aggiungere? ...
- Matan Tohah - La Dazione della Torah Amerai il tuo amico come te stesso"  (Levitico 19, 18)[1] Dice Rabbi Akiva: "Questa è una grande regola della Torah"
- Prefazione al Talmud delle dieci Sfirot - Brano n. 155 ...Ed a questo proposito va chiesto: se è così, come mai i Kabbalisti hanno detto che è necessario che ogni persona studi la sapienza della Kabbalah? A dire il vero, questa affermazione comporta qualcosa di grande importanza e degna di essere resa pubblica dato che chi si occupa di Kabbalah riceve una qualità prodigiosa che è al di là delle nostre valutazioni e cioè che nonostante il fatto che non capiscano cosa studiano, per merito del desiderio e dell'intensa voglia di capire quello che leggono, risvegliano su di loro le luci che circondano la loro anima...
- Gli scritti dell'Ultima Generazione - Un proverbio sui perduti nel deserto ...Un proverbio sui perduti nel deserto ...Un proverbio su una società, di gente affamata e assetata che si perse nel deserto. Ed ecco che uno di loro trovò un luogo abitato. Egli però si ricordò dei suoi miseri fratelli, benché fosse parecchio lontano. Cominciò allora a gridare, affinché i suoi amici  sentissero la sua voce e lo  raggiungessero in quel luogo abitato e pieno di ogni ben di Dio...
- La Parabola del Figlio ricco nei sotterranei - Dal libro Pri Chacham, Lettere di Baal HaSulam, pag. 81 …In apparenza vi è da precisare sul vocabolo Tshuvà (penitenza), poiché essa avrebbe dovuto essere nominata con il vocabolo di "perfezione", ma è allo scopo di istruire, che tutto è del tutto apparecchiato e dal principio, ed ogni anima si trova già in tutta la propria luce, e la propria bontà e la propria eternità. È solo per il fatto del "Nàhama dechissufa" (Pane di disgrazia) che l'anima se n'è uscita nel mistero degli Zimzumim (restrizioni), fino al momento che essa si sarebbe rivestita di corpo torbido, e solo grazie a tale qualità (di corpo), essa ritorna alla propria radice, di prima dello Zimzum, ed essa ha il compenso nella propria mano, la quale cosa proviene da tutta questa terribile mossa che essa stessa aveva fatto, e nel suo insieme il compenso è l'aderire – dvekut vero. Ciò equivale a dire che essa si è liberata dal Nahama dechissufa. Poiché tutto il suo ricevere si è convertito in un vaso-Klì di Ashpaà (dazione assoluta), e la sua forma è uguale al suo Creatore. E ho già parlato tanto di questo fatto...
- Condizioni della Rivelazione dei Segreti della Kabbalah ...Ci sono parecchie ragioni per mantenere segreta la Cabala: 1. "Non e necessario" 2. "È impossibile" 3. "È il segreto stesso del Creatore" ...Non c'e nessuno dettaglio della Cabala che non viene da una di queste tre proibizioni...
- Libro di Shamati ... Il Rabash, mise per iscritto tutto ciò che udì dal padre, in un quaderno che intitolò Shamati (Ho udito). Egli raccolse migliaia di annotazioni che documentavano le spiegazioni del Baal HaSulam sul lavoro spirituale di una persona. Sul suo letto di morte, il Rabash lasciò questo quaderno ad un suo studente  nonché assistente personale: il Rav Michael Laitman, che lo pubblicò tre anni più tardi con lo stesso titolo...